# Брянская областная дума
Брянская областная дума — законодательный (представительный) однопалатный орган государственной власти Брянской области, является постоянно действующим высшим и единственным органом законодательной власти области. Состоит из 60 депутатов, избираемых на 5 лет. Последние выборы прошли 8 сентября 2024 года.
Официальная резиденция — Дом Областной Думы архитектора Б.П. Шавырина.

## Фракции
VIII созыв (2019—2024)
| Фракция             | Руководитель                                                                                           | Кол-во депутатов |
| ------------------- | --- | ---------------- |
| Единая Россия       | Беляй Виталий Викторович                                                                               | 48               |
| ЛДПР                | Антошин Сергей Сергеевич                                                                               | 5                |
| КПРФ                | Понасов Степан Николаевич (Скончался 18 ноября 2019) Архицкий Андрей Георгиевич с 19 ноября 2019 года. | 3                |
| Справедливая Россия | Тимошков Алексей Николаевич                                                                            | 1                |
| Родина              | Селебин Геннадий Григорьевич                                                                           | 1                |

| Фракция             | Руководитель | Кол-во депутатов |
| ------------------- | --- | ---------------- |
| Единая Россия       | Беляй Виталий Викторович | 51               |
| ЛДПР                | Антошин Сергей Сергеевич (до 24 мая 2023 года — в связи с переходом на работу в Брянскую городскую администрацию) Авдеев Юрий Александрович (с 24 мая 2023 года) \|\| 6 | 6                |
| КПРФ                | Понасов Степан Николаевич (Скончался 18 ноября 2019) Архицкий Андрей Георгиевич с 19 ноября 2019 года.                                                                  | 2                |
| Справедливая Россия | Курденко Сергей Николаевич | 2                |

VI созыв (2014—2019)
| Фракция       | Руководитель              | Кол-во депутатов |
| ------------- | ------------------------- | ---------------- |
| Единая Россия | Бугаев Анатолий Петрович  | 55               |
| КПРФ          | Понасов Степан Николаевич | 4                |
| ЛДПР          | Антошин Сергей Сергеевич  | 1                |

V созыв (2009—2014)
| Фракция             | Руководитель              | Кол-во депутатов |
| ------------------- | ------------------------- | ---------------- |
| Единая Россия       | Подобедов М. А.           | 47               |
| КПРФ                | Понасов Степан Николаевич | 8                |
| ЛДПР                | Нидбайкин В. А.           | 2                |
| Справедливая Россия | Комогорцева Л. К.         | 3                |

## Руководство Думы
- Суббот Валентин Владимирович - председатель Брянской областной Думы. (ЕР)
- Пронин Владимир Михайлович - заместитель председателя Брянской областной Думы. (ЕР)
- Якушенко Николай Николаевич - заместитель председателя Брянской областной Думы. (ЕР)

## Комитеты
- Комитет по законодательству и местному самоуправлению
  - Председатель комитета: Москвичев Владимир Сергеевич (ЕР)
- Комитет по бюджету, налогам и экономической политике
  - Председатель комитета: Пикатов Андрей Александрович (ЕР)
- Комитет по вопросам социальной политики и здравоохранения
  - Председатель комитета: Кудинова Светлана Николаевна (ЕР)
- Комитет по аграрной политике и природопользованию
  - Председатель комитета: Резунов Александр Григорьевич (ЕР)
- Комитет по образованию, науке, культуре и СМИ
  - Председатель комитета: Журавлева Людмила Федоровна (ЕР)
- Комитет по промышленности, строительству, предпринимательству и собственности
  - Председатель комитета: Иванченко Максим Борисович (ЛДПР)
- Комитет по жилищно-коммунальному хозяйству, дорожному строительству, транспорту и топливно-энергетическому комплексу
  - Председатель комитета: Сухачев Игорь Валерьевич (ЕР)
- Комитет по проблемам Чернобыльской катастрофы и экологии
  - Председатель комитета: Чесалин Сергей Фёдорович (ЕР)
- Комитет молодёжной политике, физической культуре и спорту
  - Председатель комитета: Герой России Постоялко Александр Викторович (ЕР)